# Ubi Periculum

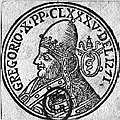
Paus Gregorius X

Ubi periculum (Latijn voor Waar gevaar is) was een apostolische constitutie uitgevaardigd door paus Gregorius X op 16 juli 1274 tijdens de vijfde sessie van het Tweede concilie van Lyon. Hierin werden de procedures vastgelegd met betrekking tot de verkiezing van een nieuwe paus. Door deze constitutie zou voor het eerst het begrip conclaaf zijn intrede doen.

## Voorgeschiedenis
Door Gregorius’ voorgangers waren al eerder bepalingen uitgevaardigd die de verkiezing in goede banen moesten leiden. Deze waren nodig, omdat verschillende wereldlijke leiders te veel hun stempel hadden willen drukken op de keuze van een nieuwe paus, wat in sommige gevallen geleid had tot een schisma binnen het College van Kardinalen en vijandigheden tussen de kerk en wereldlijke leiders. In 1059 had paus Nicolaas II met de bul In Nomine Domini het kiesrecht beperkt tot de kardinaal-bisschoppen, wat in 1084 uitgebreid werd naar het gehele College van Kardinalen.
Paus Alexander III breidde in 1179 de bepalingen uit in het decreet Licet de vitanda. Hierin werd bepaald, dat de verkiezing van een nieuwe paus gebaseerd moest zijn op een 2/3 meerderheid. Elke verkiezing waarbij die meerderheid niet behaald werd, moest beschouwd worden als ongeldig. Mocht de daardoor onrechtmatige kandidaat niet afzien van vrijwillig aftreden dan werd besloten tot afzetting en excommunicatie. Dit decreet werd in 1245 door paus Innocentius IV opnieuw bevestigd met het decreet Quia frequenter. Toegevoegd werd, dat een niet aanwezige kardinaal automatisch het stemrecht verloor.
De noodzaak van een verdere verscherping kwam voort uit de kiesprocedure die was toegepast in Viterbo waarbij Gregorius X, de opsteller van de constitutie, zelf tot paus gekozen was. Deze verkiezing, de langstdurende van de geschiedenis, duurde van 30 november 1268 tot 1 september 1271 en werd onder andere door ingrijpen van de bestuurders en inwoners van Viterbo bespoedigd; zij sloten de kardinalen op om tot een beslissing te komen.

## Ubi periculum
De constitutie Ubi periculum legde de volgende bepalingen vast:
- De periode tussen het overlijden van een paus en het begin van een nieuw conclaaf telde maximaal 10 dagen.[2] Het conclaaf moest gehouden worden waar op dat moment de Romeinse Curie verbleef.
- Het was kardinalen toegestaan een begeleider mee te nemen naar het conclaaf, tenzij er bijzondere omstandigheden waren (ziekte). In het laatste geval mochten twee dienaren de kardinaal vergezellen.
- Het conclaaf diende gehouden te worden in afzondering van de buitenwereld. Het was de kardinalen dan ook niet toegestaan enig contact te onderhouden met de buitenwereld. Overtreding van deze bepaling leidde tot uitsluiting van deelname en excommunicatie van de kardinaal in kwestie.
- Was er binnen drie dagen geen nieuwe paus gekozen dan werden de kardinalen op voedselrantsoen geplaatst: De eerste vijf dagen een beperkte lunch en diner; waren de kardinalen er dan nog niet uit dan kregen zij slechts brood, wijn en water. Tijdens de periode van het conclaaf ontvingen de kardinalen ook geen inkomsten.
- Prioriteit was de verkiezing van een nieuwe paus. Andere zaken waren daaraan ondergeschikt, tenzij er sprake was van dreigend (oorlogs)gevaar.
- Mocht een van de kardinalen bijvoorbeeld door ziekte genoodzaakt zijn het conclaaf (tijdelijk) te verlaten, dan gingen de stemmingen gewoon door. Iedere kardinaal behield het recht zich bij het conclaaf te vervoegen (ook na de periode van tien dagen), maar viel dan onder dezelfde regeling die op dat moment gold met betrekking tot de voedselvoorziening.
- Als de paus in een andere stad overleden was dan waar de Curie resideerde, dan moesten de kardinalen zich naar die stad begeven om daar het conclaaf op te zetten. Als uitzondering gold wanneer een stad zich onder interdict bevond.
- Medewerking van de plaatselijke autoriteiten waar het conclaaf plaatsvond was vereist. Ontbrak het daaraan, dan werd het conclaaf uitgesteld.
- De kardinalen moesten hun stem uitbrengen ten dienste van de kerk en niet door verplichtingen aan hun vorsten.
- Gebeden werden voorgeschreven die opgedragen moesten worden aan de overleden paus en moesten zorgen voor een snelle afhandeling van het conclaaf.

## Nasleep
Al onder paus Adrianus V werd het decreet mondeling verworpen, maar het was paus Johannes XXI die met de constitutie Licet felicis recordationis uit 1276 het decreet definitief verwierp. Paus Celestinus V herintroduceerde Ubi periculum echter weer.
Latere pausen hebben aan de bepalingen nieuwe toegevoegd of bestaande afgezwakt. Zo trad Julius II met de bul Cum tanto Divino op tegen de omkopingspraktijken en stelde Sixtus V in zijn bul Postquam verus het kiescollege van kardinalen vast op maximaal 70. In de moderne tijd bepaalde Paulus VI, dat het kiescollege uit maximaal 120 kardinalen mocht bestaan, iets wat onder andere bereikt werd door kardinalen van 80 jaar en ouder het stemrecht te ontnemen. Dit laatste werd bevestigd door paus Johannes Paulus II, die tevens bepaalde, dat bij een lange duur van het conclaaf (na 33 stemrondes) een numerieke meerderheid van stemmen voldoende was in plaats van de 2/3 meerderheid van stemmen. Deze laatste bepaling werd door paus Benedictus XVI overigens weer teruggedraaid.